# Конвой Трук – Давао (21.06.1944 – 29.06.1944)
Конвой Трук – Давао (21.06.1944 – 29.06.1944) — японський конвой часів Другої світової війни, проведення якого відбувалось у червні 1944 року.
В лютому 1944 року головна японська база в Океанії на атолі Трук у центральній частині Каролінських островів була розгромлена унаслідок потужного рейду американського авіаносного з'єднання та фактично потрапила у блокаду. Утім, в наступні кілька місяців сюди ще змогли провести кілька конвоїв, один з яких у складі 3 транспортів та 4 кораблів ескорту прибув сюди 9 червня з Маріанських островів. За тиждень по цьому американці розпочали операцію із оволодіння Маріанським архіпелагом, так що Трук опинився у глибокій блокаді. 
Наприкінці червня японці все-таки спробували вивести з Труку кораблі, що прибули сюди в першій декаді місяця. 21 червня з атолу вийшов конвой щонайменше у складі транспортів «Сейга-Мару», «Сінфуку-Мару» (Shinfuku Maru), «Нісшо-Мару № 18», торпедного човна «Хійодорі», мінного загороджувачу «Юрідзіма» (Yurijima) та переобладнаного сітьового загороджувачу «Кісін-Мару» (Kishin Maru). Загін обрав південний шлях та 29 червня зміг досягнути порту Давао на південному узбережжі Філіппінського острова Мінданао.  
Відносно четвертого корабля охорони, що прибув на Трук в першій декаді червня, відомо, що не пізніше початку липня він також був у Давао.